# Hrabstwo Linn (Oregon)
Hrabstwo Linn (ang. Linn County) – hrabstwo w stanie Oregon w Stanach Zjednoczonych. Obszar całkowity hrabstwa obejmuje powierzchnię 2310,15 mil² (5983,26 km²). Według szacunków United States Census Bureau w roku 2009 miało 116 584 mieszkańców.
Hrabstwo powstało w 1847 roku. 

## Miasta[4]
- Albany
- Brownsville
- Halsey
- Harrisburg
- Idanha
- Lebanon
- Lyons
- Mill City
- Millersburg
- Scio, Sodaville
- Sweet Home
- Tangent
- Waterloo

## CDP[4]
- Cascadia
- Crabtree
- Crawfordsville
- Holley
- Lacomb
- Peoria
- Shedd
- South Lebanon
- West Scio